# Крекінг-установка Порт-Артур (Flint Hill)
Крекінг-установка Порт-Артур (Flint Hill) – підприємство нафтохімічної промисловості в Техасі, розташоване в районі Порт-Артур (північний схід від Х’юстону, на західному березі річки Сабін, що відділяє Техас від Луїзіани).
В 1979 році компанія Texaco ввела у Порт-Артурі в експлуатацію установку парового крекінгу вуглеводневої сировини, яку в 1994-му придбала Huntsman Corporation, котра в свою чергу у 2007-му перепродала її Flint Hills Resources. Станом на 2013-й річна потужність установки становила 616 тисяч тонн етилену та 320 тисяч тонн пропілену. Виробництво останнього продукту пояснюється використанням переважно важкої (як для піролізу) вуглеводневої сировини – газового бензину, частка якого у сировинній суміші складає 60% (ще 40% припадають на зріджений нафтовий газ).
Інша пов'язана з піролізом рідкої сировини фракція С4 спрямовується на установку фракціонування в Порт-Нечес, яка зокрема випускає важливий для промисловості синтетичного каучуку бутадієн.
Також можливо відзначити, що в Порт-Артурі працює цілий ряд парових крекінг-установок інших компаній – Chevron, BASF/Total, а також почалось спорудження нової установки компаній Total, NOVA і Cemicals Borealis.
Вироблений етилен може постачатись по етиленопроводу Еванджелін.